# El Platanar, Veracruz
El Platanar är en ort i Mexiko.   Den ligger i kommunen Santiago Tuxtla och delstaten Veracruz, i den sydöstra delen av landet, 400 km öster om huvudstaden Mexico City. El Platanar ligger 41 meter över havet och antalet invånare är 571.
Terrängen runt El Platanar är platt. Runt El Platanar är det ganska glesbefolkat, med 47 invånare per kvadratkilometer. Närmaste större samhälle är San Andres Tuxtla, 18,9 km nordost om El Platanar. Omgivningarna runt El Platanar är en mosaik av jordbruksmark och naturlig växtlighet.